# 浜田松一
浜田 松一（はまだ しょういち、1933年2月26日 -  ）は、日本の経営者、銀行家。四国銀行頭取を務めた。

## 来歴・人物
高知県出身。1951年5月に四国銀行に入行し、1957年には慶應義塾大学経済学部を卒業。1986年6月に取締役に就任し、1991年6月に常務、1994年6月に専務を経て、1997年6月に副頭取に就任し、1998年6月には頭取に昇格。2004年6月には会長に就任。